# Hondryches nigriciliata
Hondryches nigriciliata är en fjärilsart som beskrevs av George Francis Hampson 1910. Hondryches nigriciliata ingår i släktet Hondryches och familjen nattflyn. Inga underarter finns listade i Catalogue of Life.